# ベレニス・アボット

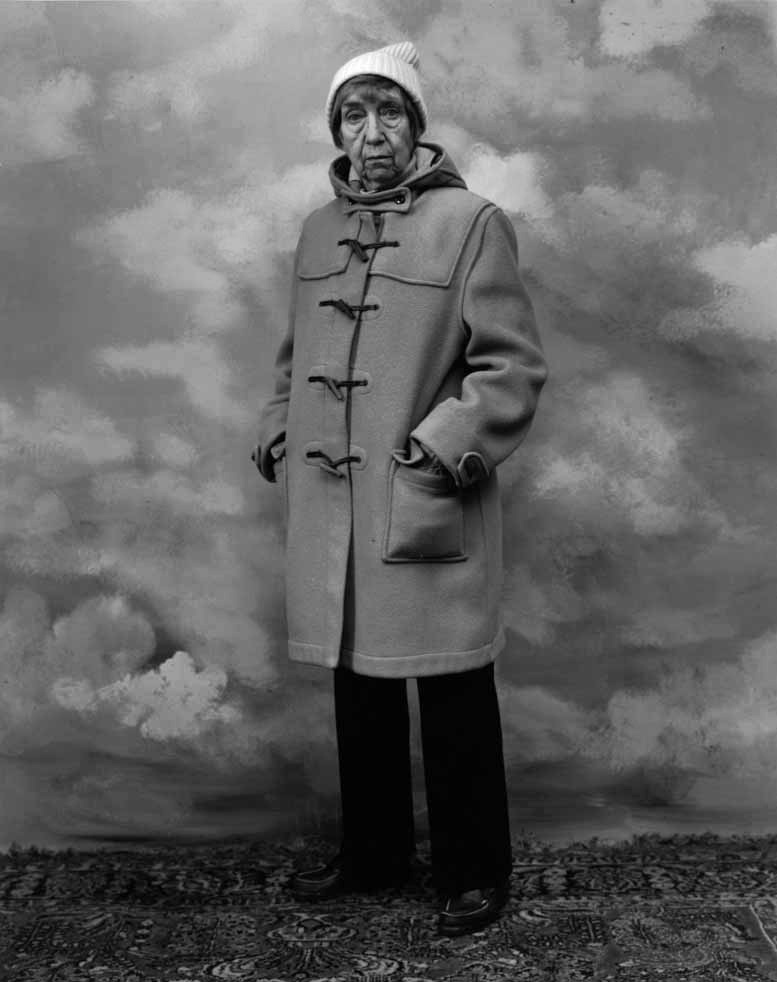
ベレニス・アボット

ベレニス・アボット（英: Berenice Abbott、1898年7月17日 - 1991年12月9日）は、アメリカ合衆国の写真家。オハイオ州スプリングフィールドに生まれ、メイン州モンソン（Monson）にて死去した。
1920年代に渡欧し当初は彫刻を学んでいたが、マン・レイのスタジオに入り写真をはじめた。その後、1920年代末にはニューヨークに戻り、1939年まで連邦美術計画「変わりゆくニューヨーク」に写真家として参画。このプロジェクトに際して撮影されたものを含め、1930年代を中心としたマンハッタンの写真（都市を記録した写真）が有名で、変貌していくニューヨークを何の技巧的脚色も加えずに淡々と撮影したストレートフォトグラフィである。
1925年に、フランスの写真家、ウジェーヌ・アジェと出会った。アジェが死ぬと間もなく彼の作品をまとめて手に入れ、散逸から救い、最終的にはニューヨーク近代美術館に購入させることに成功した。

## 日本語の主要参考文献
「ベレニス・アボットの世界」展図録（2冊組）／東京都写真美術館／1990年